# З іскри спалахне полум'я
З іскри спалахне полум'я — крилатий вираз і прислів'я, що означає, що один невеликий, надихаючий і шляхетний приклад може спонукати на активні дії багатьох його послідовників. Також може бути вжито як підтвердження неминучості змін, настання яких зроблено перші кроки.

Походить із вірша А. І. Одоєвського «Струн віщих полум'яні звуки…»:
…Наш скорбный труд не пропадёт:

Из и́скры возгорится пламя,

И просвещённый наш народ

Сберётся под святое знамя.
Мечи скуём мы из цепей

И вновь зажжём огонь свободы,

И с нею грянем на царей —

И радостно вздохнут народы.
Написано у відповідь на вірш А. С. Пушкіна «У глибині сибірських руд» (1827), що підтримує опозиційний рух декабристів.
У 1900 фраза стала епіграфом першої російської революційної газети «Іскра».
Кожен номер журналу «Дабік» відкривається цитатою терориста Абу Мусаба аз-Заркаві: «Від іскри, що спалахнула тут, в Іраку, розгориться полум'я, воно палатиме все сильніше і сильніше, з дозволу Аллаха, поки не спалить армії хрестоносців у Дабіку».